# Pusztacsó
Pusztacsó è un comune dell'Ungheria di 164 abitanti (dati 2001). È situato nella contea di Vas.